# Велика Панагија
Велика Панагија (грч. Μεγάλη Παναγία, Мегали Панагија) је насељено место у општини Аристотел у периферији Средишња Македонија, Грчка. Према попису из 2021. године било је 2.367 становника.
Према бугарском географу и историчару, Василу Канчову, у Великој Панагији је 1900. године живело 1.120 Грка. Село се раније звало Равеник.